# Nhà thờ Saint-Germain-l'Auxerrois
Nhà thờ Saint-Germain-l'Auxerrois là một nhà thờ Công giáo ở Quận 1 thành phố Paris. Nằm trên quảng trường Louvre, vị trí của nhà thờ ở bên bờ phải sông Seine, đằng sau bảo tàng Louvre. Công trình tôn giáo này nằm trong quần thể kiến trúc hai bên bờ sông đã được UNESCO công nhận là di sản thế giới.
| Métro Paris | Bến tàu điện ngầm: Louvre - Rivoli hoặc Pont Neuf |

## Nhà thờ Saint-Germain-l'Auxerrois
Cổng nhà thờ Saint-Germain-l'Auxerrois có kiến trúc gồm năm cửa vòm. Ở khoảng nghỉ giữa cổng và cửa chính được trang trí một bức tượng Đức Mẹ bế Chúa hài đồng. Trên trái là các bức tượng Salomon, hoàng hậu Saba và thánh Vincent. Bên phải là các bức tượng thánh Germain, thánh Geneviève và một thiên thần. Gác chuông nằm ở góc cánh nhà phía Nam và điện.
Dàn nhạc ống của nhà thờ được mang về từ Sainte-Chapelle. Bên trong nhà thờ còn có một số tác phẩm điều khắc tôn giáo như Đức Mẹ và Chúa hài đồng, tượng thánh Germain, Giám mục Auxerre và thánh Vincent.

## Lịch sử
Lịch sử của nhà thờ Saint-Germain-l'Auxerrois bắt đầu từ thời các vị vua Mérovée. Nhà thờ đầu tiên đã bị những người Normand phá trong khoảng 885 tới 886 khi họ tấn công Paris.

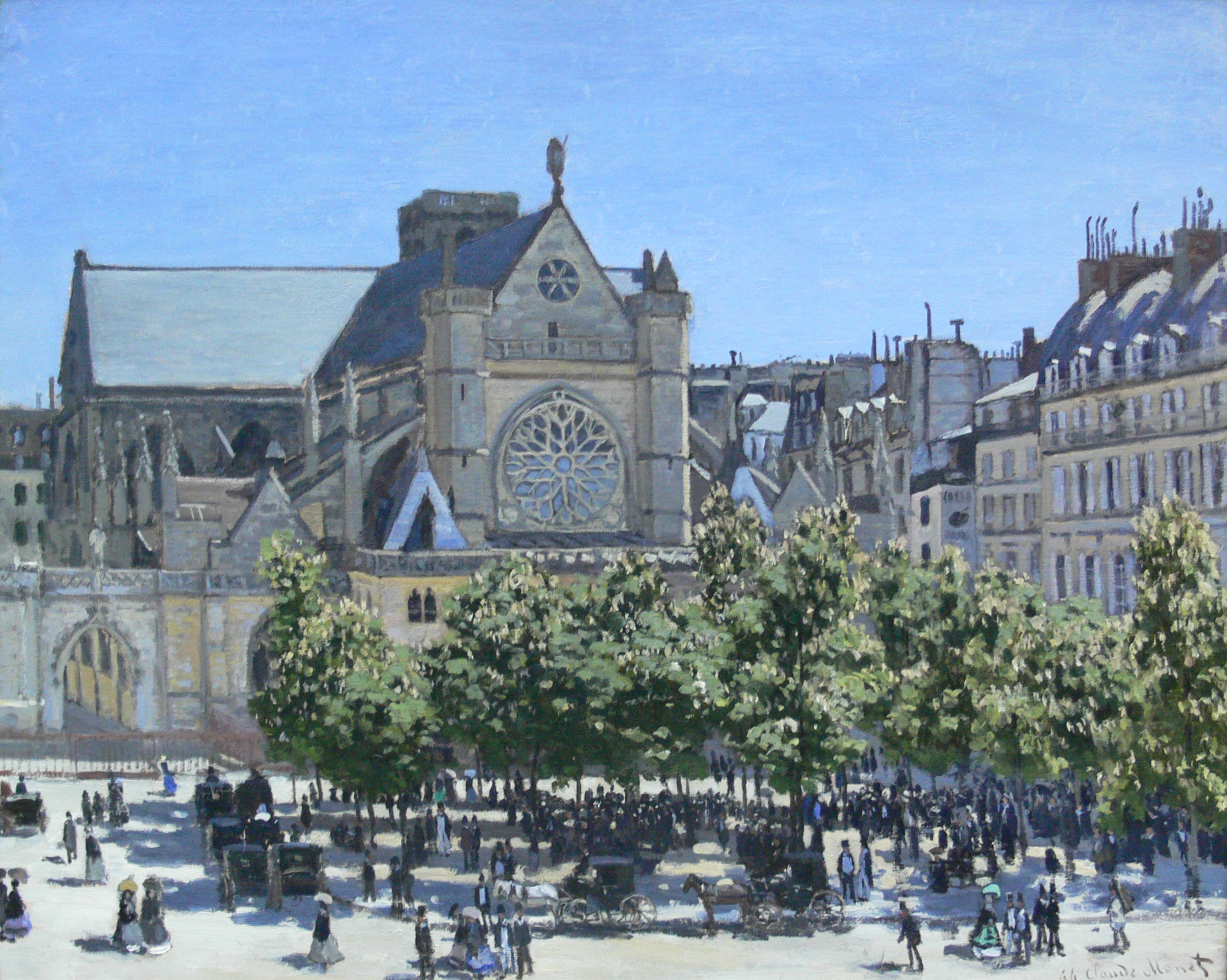
Tranh của Claude Monet, 1867

Tới thế kỷ 11, nhà thờ được xây dựng lại và được hoàn chỉnh trong nửa đầu thế kỷ 12. Cửa phía Tây của nhà thờ được thực hiện trong thập niên 1220. Điện và gian của ban thờ Đức Mẹ bắt đầu vào thế kỷ 14. Gian giữa cùng cổng được xây vào thế kỷ sau đó. Cánh ngang cùng các ban thờ thực hiện vào thế kỷ 16. Khoảng năm 1580 thì công việc hoàn thành.

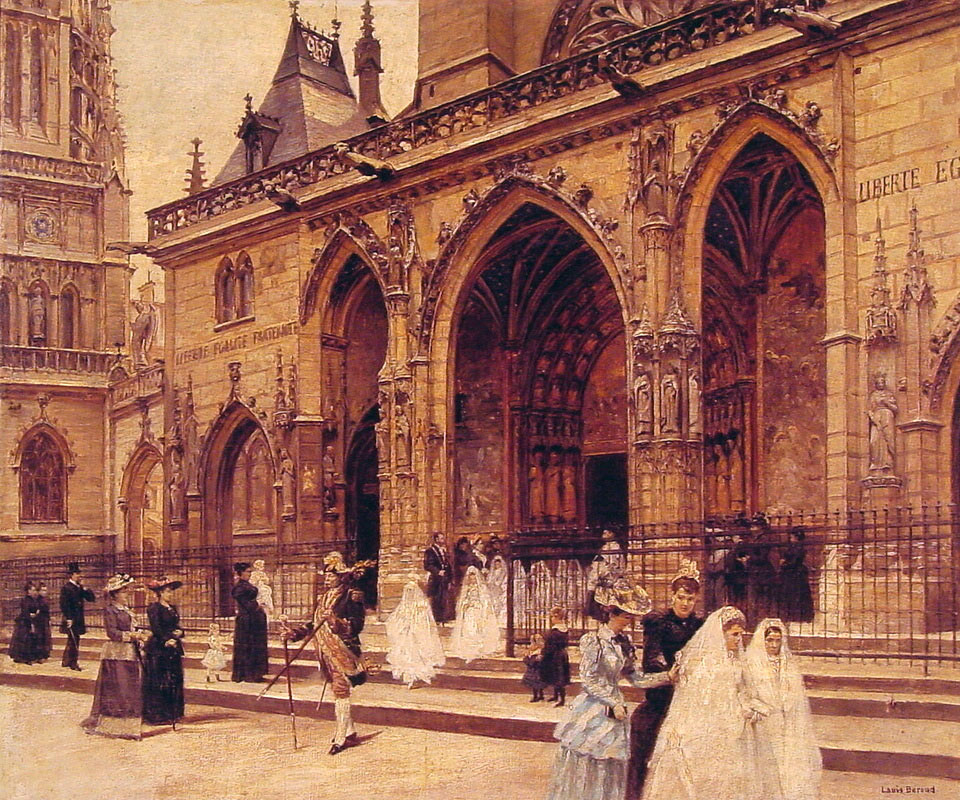
Tranh của Jean Béraud (1849–1935)

Đầu thế kỷ 17, nhà thờ Saint-Germain-l'Auxerrois tiếp tục có những sửa chữa quan trọng, chính điện được bố trí lại. Tới thế kỷ 18, kiến trúc sư Claude Bacarit và nhà điêu khắc Louis-Claude Vassé trang trí lại nhà thờ.
Vào thời kỳ Cách mạng Pháp, nhà thờ được dọn trống, dành cho các cửa hàng, xưởng in và sở cảnh sát. Năm 1802, Saint-Germain-l'Auxerrois quay trở lại chức năng của nhà thờ Thiên Chúa giáo. Nhưng tới năm 1831, những người nổi dậy chống nền quân chủ đã cướp phá nhà thờ. Saint-Germain-l'Auxerrois tiếp tục bị đóng cửa và đã có những đề xuất phá bỏ.
Ngày 13 tháng 5 năm 1837, nhà thờ Saint-Germain-l'Auxerrois được mở cửa trở lại. Hai kiến trúc sư Victor Baltard và Jean-Baptiste-Antoine Lassus sửa chữa nhà thờ trong khoảng 1838 tới 1855. Từ 1858 tới 1863, kiến trúc sư đạt giải Khôi nguyên La Mã Théodore Ballu tiếp tục công việc trùng tu. Cả bên ngoài, nội thất, trang trí đều được làm lại.

## Hình ảnh

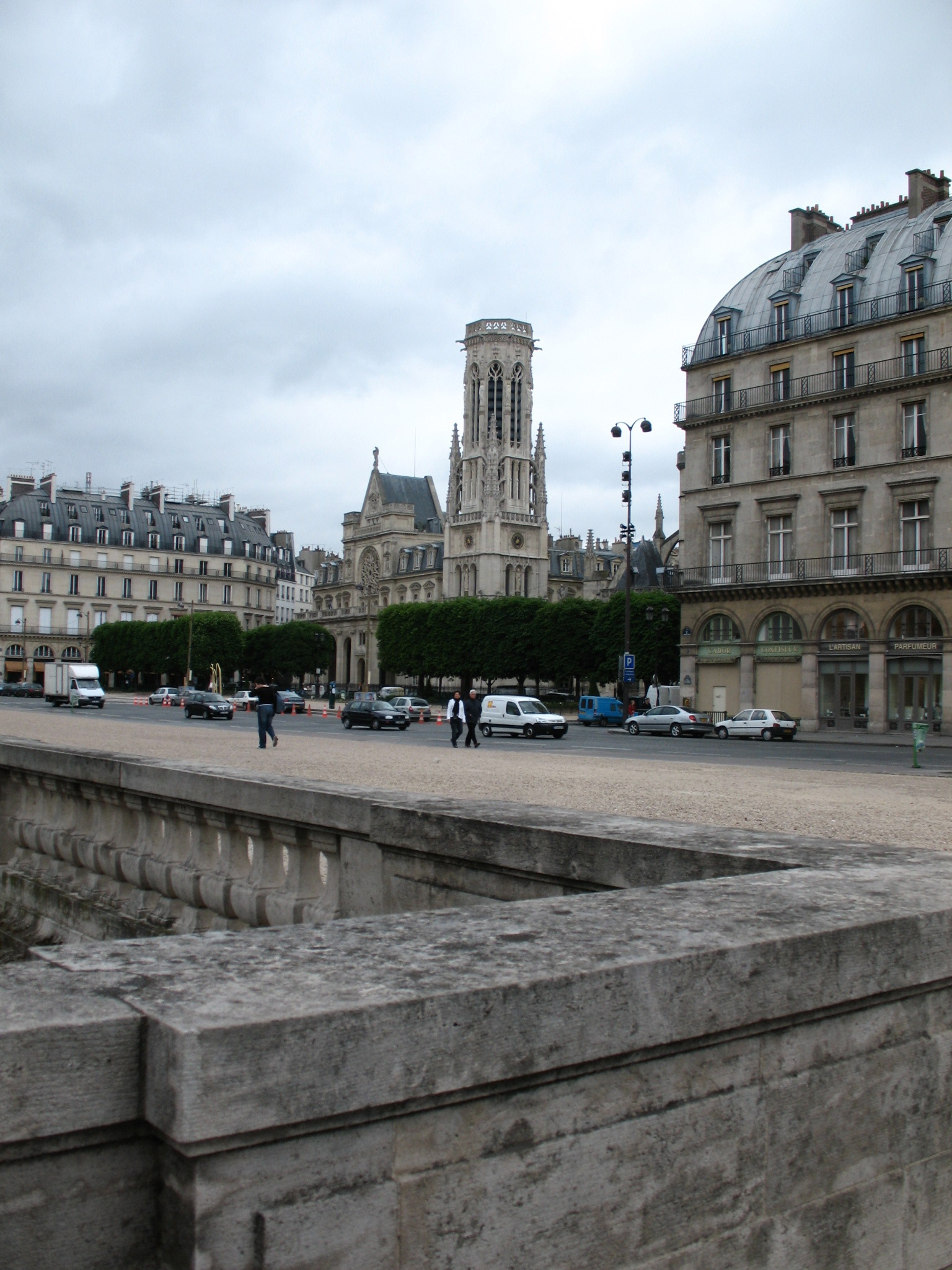
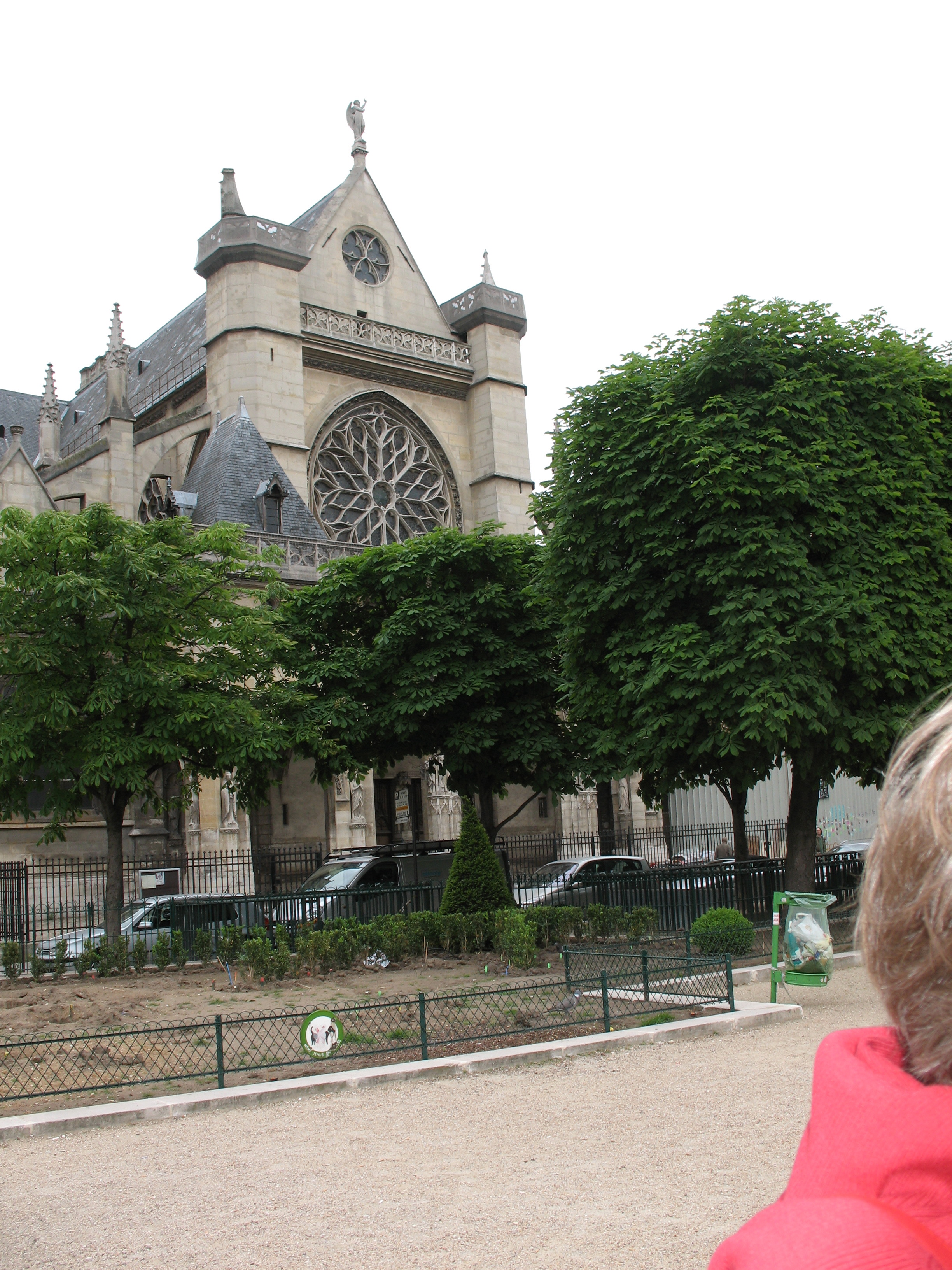
Hành lang hậu cung hướng tây nam
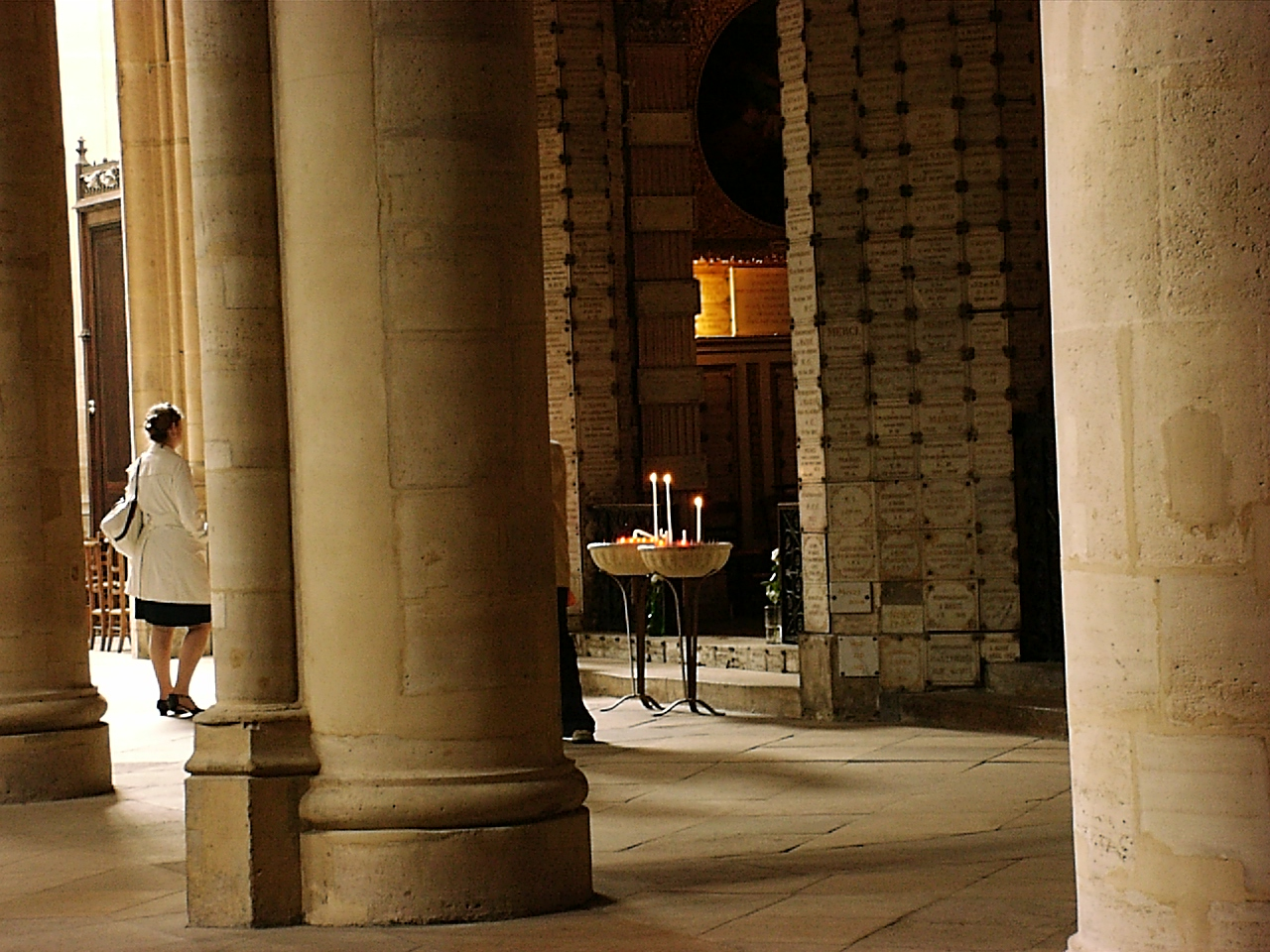
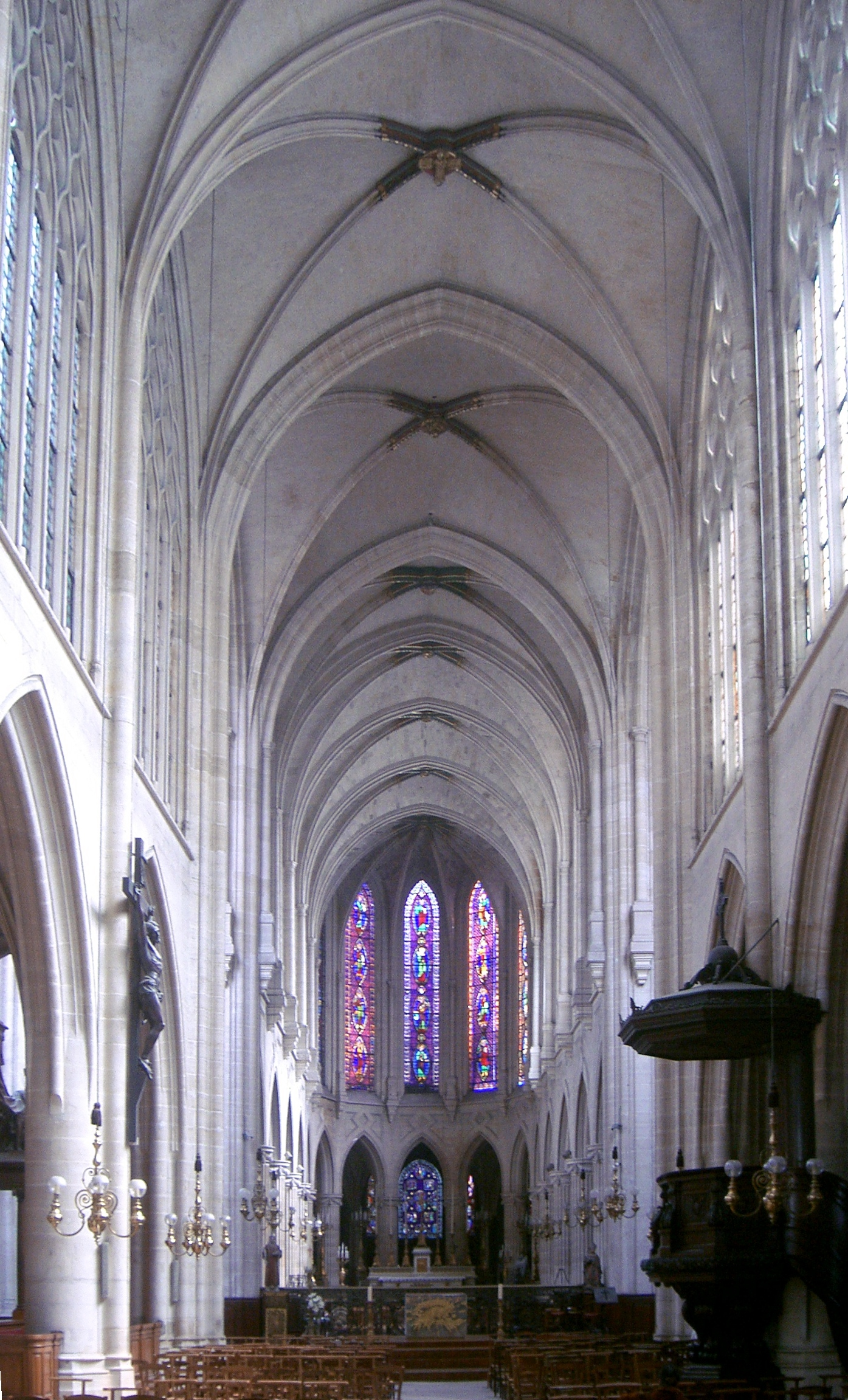
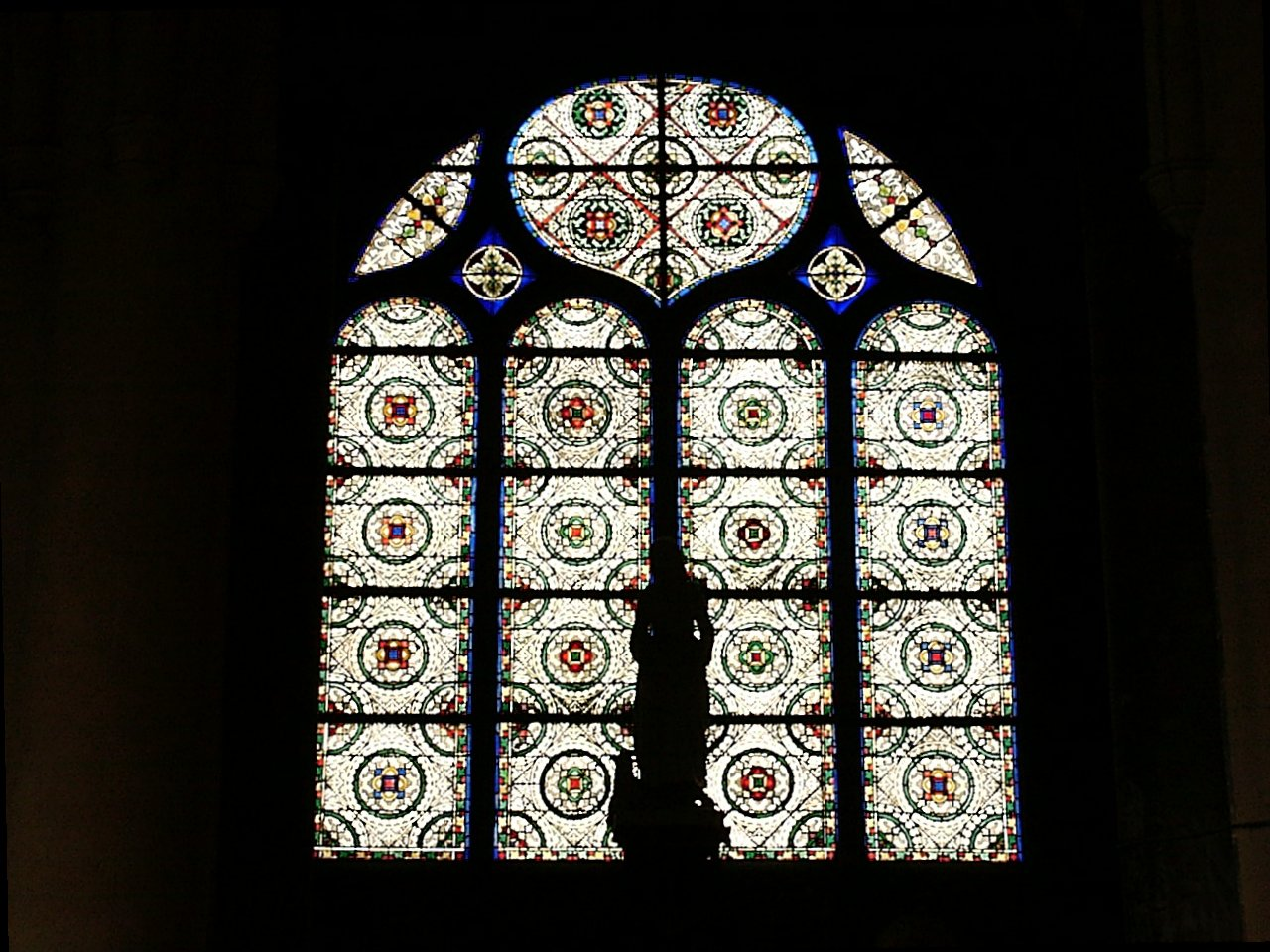